# Kulture Yabra FC
El Kulture Yabra es un equipo de fútbol de Belice que juega en la Liga Distrital de Ciudad de Belice, una de las ligas que conforman el tercer nivel del fútbol en el país.

## Historia
Fue fundado el 16 de noviembre del año 1974 en Ciudad de Belice con el nombre Yabra SC, y han cambiado de nombre varias veces, las cuales han sido:
- 1974-1983 : Yabra SC
- 1983-1999 : Yabra Tropical
- 1999-2005 : Kulture Yabra
- 2005-hoy : Benny's Kulture Yabra (razones de patrocinio)

Han ganado la Liga Premier de Belice en dos ocasiones y estuvieron en ella hasta el año 2005 por los constantes problemas administrativos de la liga en la Federación de Fútbol de Belice.
A nivel internacional participaron por primera vez en la Copa Interclubes UNCAF 2004, en donde fueron eliminados en la primera ronda por el Alianza FC de El Salvador.

## Palmarés
- Liga Premier de Belice: 2

2000/01, 2001/02

## Participación en competiciones de la UNCAF
| Temporada | Torneo                 | Ronda | Club       | Casa | Visita | Global |
| --------- | ---------------------- | ----- | ---------- | ---- | ------ | ------ |
| 2004      | Copa Interclubes UNCAF | 1     | Alianza FC | 0-0  | 2-5    | 2-5    |

## Jugadores

### Jugadores destacados
| - Dion Flowers - Mark Leslie - David McCauley - Shane Moody-Orio - Norman Núñez | - Orlando Pinelo - Edon Rowley - Vallan Symms - Julio Dos Santos | - Robert McCormick - Jarvi Álvarez - Freddy Ávila - Raúl Ortega |

## Entrenadores destacados
- Marvin Ottley (2000–04)